# Macapo (paroisse civile)
Pour les articles homonymes, voir Macapo.
Macapo est l'une des deux paroisses civiles de la municipalité de Lima Blanco dans l'État de Cojedes au Venezuela. Sa capitale est Macapo, chef-lieu de la municipalité.

## Géographie

### Démographie
Hormis sa capitale Macapo, la paroisse civile possède plusieurs localités :
- Agua de Polo
- El Jabillo
- Jiraco
- Jirijuare
- Macapo
- Monagas
- Potrerito